# Tribunal Superior de Justicia del Estado de Puebla
El Tribunal Superior de Justicia del Estado de Puebla (TSJEP) es depositario del ejercicio del Poder Judicial; 
La Junta de Administración de Justicia del Estado de Puebla, 
los juzgados municipales, 
los juzgados civiles, 
los de paz, 
los supernumerarios 
y los juzgados indígenas.
Entre las atribuciones de estas entidades encargadas de la administración coaptada de la justicia en el estado se encuentra la de decidir en controversias penales, civiles y familiares dentro del ámbito de la competencia señalados por las leyes poblanas y federales. 
El TSEJP es un órgano colegiado compuesto por magistrados. Los magistrados eran inamovibles, y sólo podían ser removidos por el Congreso del Estado hasta 2024.

## Distritos de 6 Regiones Judiciales
El territorio poblano se organiza en 22 distritos judiciales distribuidos en las 6 regiones judiciales de Puebla con el propósito de descentralizar la administración de justicia en el estado desconectado del nivel democrático de gobierno.
- II Norte.
  - 4 Xicotepec
  - 5	Ciudad de Zacatlán
  - 6 Chignahuapan
  - 7 Tetela de Ocampo
  - 8	Huauchinango

- III  Oriente.
  - 9 Tlatlauquitepec
  - 10 Zacapoaxtla
  - 11San Juan de los Llanos
  - 12Chalchicomula
  - 13 Teziutlán

- V Centro-Poniente 
  - 17 Huejotzingo
  - 18	Atlixco
  - 19  Cholula de Rivadavia

- VI Centro 
  - 20  Tepeaca
  - 21  Tecali de Herrera
  - 22  Puebla de Zaragoza

- I Sur
  - 1	Chiautla de Tapia
  - 2	Acatlán de Osorio
  - 3	Izúcar de Matamoros

- IV Sur-Oriente
  - 14 Tecamachalco
  - 15 Tepexi de Rodríguez
  - 16	Tehuacán

## 6 Juzgados Indígenas
Además, se ha dispuesto la creación de seis juzgados indígenas en las zonas con mayor concentración de población indígena (etnias: la nahua, totonaca, la de mazatecos, n'giwas, mixtecos, otomís y tepehua) en el territorio poblano. Estos juzgados indígenas sirven como mediadores entre los sistemas de derecho consuetudinario indígena y el marco legal positivo que rige en la entidad y en la República Mexicana.

## Elección Judicial Federal 2025
Se renovarán la mitad (30) de personas jusgadoras en los tribunales y distritos federales de Puebla con voto popular en 2025 de acuerdo a la Reforma Judicial; 13 de jueces y 17 magistrados.
Puebla es el VI circuito federal.

### Tribunal Laboral (TL) con 2 jueces
- TL de Asuntos Individuales: 
  - 2o: 4. Cesar Humberto Valles Issa: y
  - 4o: 5. Luz María Vergel Velásquez:

### 4 Juzgados de Distrito (JD) con 11 jueces
- JD Especializado en el Sistema Penal Acusatorio del Centro de Justicia Penal Federal (CJPF). Titulares: 
  - 1. Antonio Trujillo Ruíz,
  - 2. Lidia Antonio Sánchez y
  - 3. Daisy Oclica Sánchez.

- JD en Materia Penal con residencia en San Pedro Cholula.
  - 2o: 6. Julio César Márquez Roldán:
  - 4o: 7. María del Carmen Ruíz Medina:
- JD 1o en Materia de Mercantil, 
  - 13. Alaide Garzón Olvera:.

- JDA JD en Materia de Amparo (Civil, Administrativa y de Trabajo y de Juicios Federales)
  - 1o: 8. Miguel Arroyo Herrera:
  - 3o: 9. Julieta Ramírez Fragoso:.
  - 5o: 10. Edna Matus Ulloa: .
  - 7o: 11. Adriana Carmona Carmona:.
  - 9o: 12. Hipólito Alatriste Pérez:.

### 6 Tribunales Colegiados (TC) con 17 Magistrados
Todos con sede en San Andrés Cholula
- TCA TC en Materia Administrativa.
  - TCA 1o; 3. Diógenes Cruz Figueroa y 4. Samuel Alvarado Echavarria:.
  - TCA 2o; 5. Enrique Cabañas Rodríguez:.
  - TCA 3o; 6. Miguel Ángel Ramírez González y 7. Carlos Alfredo Soto Morales:.

- TC 2o en Materia Penal; 1. y 2.  titulares Carla Isselin Talavera y Jesús Rafael Aragón:.

- TC en Materia Civil
  - 8. 1o; Set Leonel López Gianopoulos:.
  - 9. 2o; José Gabriel Clemente:.
  - 10.3o; Alejandro de Jesús Baltazar Robles: .

- TC 1o en Materia de Trabajo: 
  - 11. y 12. ;titulares Jorge Alberto González Álvarez y Miguel Mendoza Montes:.

- TC de Circuito del Centro Auxiliar de la 2a Región
  - 13. y 14. 1o; titulares: Alfredo Barrera Flores y Iván Eduardo Ortiz Gorbea:.
  - 15. 2o; titular: Rubén Paulo Ruiz Pérez:.

- TC de Apelación; 
  - 16. y 17. titulares: Gloria Margarita Romero Velázquez y Guillermo Francisco Urbina Tanús:.

### El Desafío de Boletas électorales
Para la elección de estos 30 puestos, el estado tendrá 2 distritos judiciales electorales bonde las 6 regiones judiciales estarán agrupadas.
Los Juzgados de Amparo (JDA) y Tribunales en M Administrativa (TCA) tienen 5 puestos de elección cada uno en 2025. 
Estos 12 puestos siguen siendo muchos para una sola elección. Puede finalmente proponerse que en cada región solo se voten 6 puestos en la elección de 2025 y el equivalente a los faltantes en 2027.
Así en 2025, las regiones I, II y V eligirían Jueces (de TL y JD); y las regiones III, IV y VI Magistrados (de TC). Y en 2027 I,II y V Magistrados; y III,IV y VI Jueces.
Boletas región I Sur
- TL y JD (2025)
  - TL de Asuntos Individuales: 2o:
  - JD Especializado en el Sistema Penal Acusatorio del CJPF 1
  - JD 1o en Materia de Mercantil
  - JDA 1o
  - JDA 3o
- TC (2027)
  - 2o TC en Materia Penal; 1.
  - TC en Materia Civil 8
  - 1er TC en Materia de Trabajo: 11.
  - TC de Circuito del Centro Auxiliar de la 2a Región; 13. 1o; sur
  - TC de Apelación 16 Sur-Poniente

Boletas región II Norte
- TL y JD (2025)
  - TL de Asuntos Individuales: 4o:
  - JD Especializado en el Sistema Penal Acusatorio del CJPF 2
  - JD 1o en Materia de Mercantil
  - JDA 5o
  - TCA 2o
- TC (2027)
  - 2o TC en Materia Penal; 2.
  - TC en Materia Civil 9
  - 1er TC en Materia de Trabajo: 12.
  - TC de Circuito del Centro Auxiliar de la 2a Región
    - 14. 1o; norte

  - TC de Apelación 17 Norte-Oriente

Boletas región III Oriente
- TL y JD (2027) 
  - TL de Asuntos Individuales: 1o:
  - JD Especializado en el Sistema Penal Acusatorio del CJPF 1
  - JD 2o en Materia de Mercantil
  - JDA 7o
  - JDA 9o
- TC (2025)
  - 2o TC en Materia Penal; 2.
  - TC en Materia Civil 8
  - 1er TC en Materia de Trabajo: 12.
  - TC de Circuito del Centro Auxiliar de la 2a Región
    - 14. 1o; norte

  - TC de Apelación 17 Norte-Oriente

Boletas región IV Sur-Oriente
- TL y JD 2027
  - TL de Asuntos Individuales: 3o:
  - JD Especializado en el Sistema Penal Acusatorio del CJPF 2
  - JD 2o en Materia de Mercantil
  - TCA 1o 1
  - TCA 1o 2
- TC 2025
  - 2o TC en Materia Penal; 1.
  - TC en Materia Civil 9
  - 1er TC en Materia de Trabajo: 11.
  - TC de Circuito del Centro Auxiliar de la 2a Región
    - 13. 1o; sur

  - TC de Apelación 16 Sur-Poniente

Boletas región V Centro-Poniente
- TL y JD (2025)
  - TL de Asuntos Individuales: 2o:
  - JD Especializado en el Sistema Penal Acusatorio del CJPF 3
  - JD 1o en Materia de Mercantil
  - TCA 3o 1
  - TCA 3o 2
- TC (2027)
  - 2o TC en Materia Penal; 1.
  - TC en Materia Civil 10
  - 1er TC en Materia de Trabajo: 11.
  - TC de Circuito del Centro Auxiliar de la 2a Región
    - 15. 2o; centro

  - TC de Apelación 16 Sur-Poniente

Boletas región VI Centro
- TL y JD (2027)
  - TL de Asuntos Individuales: 1o:
  - JD Especializado en el Sistema Penal Acusatorio del CJPF 3
  - JD 2o en Materia de Mercantil
  - JDA 5o
  - TCA 2o
- TC (2025)
  - 2o TC en Materia Penal; 2.
  - Tribunal Colegiado en Materia Civil 10
  - 1er TC en Materia de Trabajo: 12.
  - TC de Circuito del Centro Auxiliar de la 2a Región
    - 15. 2o; centro

  - TC de Apelación 17 Norte-Oriente.